# Vocal posterior
Una vocal posterior (nombre preferido actualmente) o vocal velar es un sonido vocálico que se articula con la lengua retraída, acercando el dorso hacia el velo. Acústicamente, son orales, graves y bemolizadas, y se caracterizan porque su segundo formante es inferior a 1200 Hz (en español), frente a las vocales centrales y anteriores, cuyo segundo formante tiene una frecuencia superior.

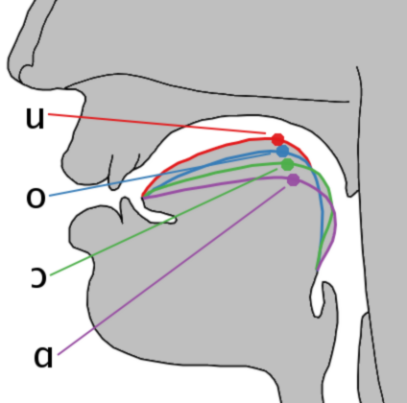
Comparación de las posiciones de la lengua en vocales posteriores: cerrada [u], semicerrada [o], semiabierta [ɔ] y la vocal central [a].

El AFI identifica nueve vocales posteriores:
- La vocal cerrada posterior no redondeada [ɯ]
- La vocal cerrada posterior redondeada [u]
- La vocal casi cerrada semiposterior redondeada [ʊ]
- La vocal semicerrada posterior no redondeada [ɤ]
- La vocal semicerrada posterior redondeada [o]
- La vocal semiabierta posterior no redondeada [ʌ]
- La vocal semiabierta posterior redondeada [ɔ]
- La vocal abierta posterior no redondeada [ɑ]
- La vocal abierta posterior redondeada [ɒ]

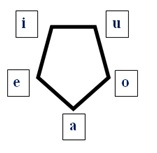
Pentágono vocálico con las vocales del español y su apertura.

Según el lugar de articulación las vocales pueden ser:
- Vocales palatales o anteriores: La lengua ocupa la zona delantera o del paladar duro, como en la articulación de las vocales [i, e].
- Vocales centrales: La lengua ocupa el sector intermedio cubierto por el mediopaladar, como en la articulación de la vocal [a].
- Vocales velares o posteriores: La lengua ocupa la zona posterior o también llamada zona del paladar blando, como en la articulación de las vocales [o, u].

## Vocales posteriores en español

### La 'a velarizada'
Se denomina 'a velarizada' cuando la lengua se recoge levemente hacia el fondo de la boca; el predorso toma una forma ligeramente cóncava, y el resonador que se forma en la cavidad bucal es mayor; la tensión muscular es menor que en la a media; y el timbre es más grave.
En español se halla en los siguientes casos:
1. En el diptongo au, ya sea fuerte o débil, y ante una u acentuada. Ejemplo: flauta [flạ´ṷta]
2. Ante vocal o, ya sea que formen las dos vocales una sola sílaba o que se pronuncien en sílabas distintas. Ejemplo: Vaho [bạ´o]
3. En sílaba trabada por l. Ejemplo: general [xenerạ´l]
4. Por último, aparece delante del sonido x, escrito j o g, o aparezca como inicial de la palabra siguiente. Ejemplo: maja [mạ´xa]; agente [ạ´xente]

La velarización de la a ante una ǥ siguiente, en las palabras como mago, hago, etc., es menos perceptible que en los casos anteriores; no obstante toda /a/ media, pronunciada con cierto alargamiento y sin un acento fuerte, tiende a la articulación velar.
La pronunciación enfática y presuntuosa o de carácter patético, donde por lo general se alarga la /a/, se hace uso de la 'a velarizada'.
- Ejemplo: ¡madre! [mạ´đre]

### La 'o cerrada'
Los labios ejecutan una posición, avanzándolos ligeramente hacia fuera y dando como resultado una forma ovalada. La lengua se recoge hacia el fondo de la boca, elevándose por la parte posterior contra el velo del paladar; la punta de la lengua desciende hasta tocar los alvéolos inferiores; y la tensión es media.
Debe decirse que en la pronunciación española no existe una [o] propiamente cerrada. En este caso, representa una modalidad del sonido menos distante del tipo abierto que en otros idiomas.
- Es cerrada en español, dentro del concepto indicado, toda /o/ que aparece situada en una sílaba libre con acento principal o secundario. Ejemplo: moda [móđa]; posada [posáđa].

- La /o/ se pronuncia más cerrada cuando al final de palabra forma diptongo con una u inicial de la palabra que le sigue. Ejemplo: poco usado [póko ṷsáđo].

### La 'o abierta'
Presenta una abertura labial mayor que en la [o] cerrada. En la 'o abierta', la lengua se recoge hacia el fondo de la boca elevándose contra el velo del paladar algo menos que en la [o] cerrada.
La 'o abierta' se pronuncia en los casos siguientes:
1. En contacto con una r̄ vibrante múltiple, ya sea que la r̄ sigue a la /o/ tanto como si la precede. Ejemplo: gorra [gǫ´r̄a]; rosa [r̄ǫ´sa].
2. Delante del sonido /x/, correspondiente en la escritura a j y g (ge, gi). Ejemplo: hoja [ǫ´xa]; mojar [mǫxár].
3. En el diptongo de oi u oy. Ejemplo: estoico [es̹tǫ´jko]; voy [bǫ´j].
4. En sílaba trabada por cualquier consonante. Ejemplo: sordo [sǫ´rđo].
5. En la posición acentuada, entre una /a/ precedente y una /r/ o /l/ siguientes. Ejemplo: ahora [ạǫ´ra]; costa [kǫ´s̹ta].

### La 'o relajada'
La /o/ se pronuncia con articulación relajada cuando es débil, final, ante pausa, o interior de palabra o grupo y entre sílabas fuertes. Se realiza sin que las mandíbulas se separen tanto como la 'o abierta' y 'o cerrada'; sin que los labios pasen de iniciar su redondeamiento y sin que la lengua tome una posición segura y fija. En el momento en que la pronunciación se hace lenta, esmerada o enfática, la o relajada desaparece, siendo sustituida por una normal, cerrada o abierta, dependiendo de la situación.
- Ejemplo: queso [késo]; época [época].

La conjunción o en los grupos aoa, eoe, aoe, eoa, desempeñando un papel similar al de las conjunciones u intervocálicas, constituyen un elemento que divide silábicamente a las dos vocales que la rodean, y toma en la pronunciación cierto carácter de consonante labiovelar, no obstante siendo más abierta y vocálica que una [w].
- Ejemplo: madre o esposa [má.đre.oes.pó.sa]

### La 'u cerrada'
Los labios se encuentran más avanzados y abocinados que en la /o/. Forman una abertura más ovalada y pequeña. La lengua se recoge hacia el fondo de la boca elevándose más que en el caso de la /o/, por su parte posterior, contra el velo del paladar; la punta de la lengua se encuentra al nivel de los alvéolos inferiores, separándose un poco de ellos o rozándolos, manteniéndose como suspendida en el hueco de la mandíbula inferior; la tensión muscular es media.
Dicha 'u cerrada' se halla en conversaciones ordinarias, en sílaba libre con acento y también sin acento; y en pronunciación lenta o esmerada.
- Ejemplo: cura [kúra]; agudo [aǥúđo].

### La 'u abierta'
La posición de los labios es menos avanzada y abocinada que en la [u], al igual las mandíbulas son menos cerradas y así mismo la elevación de la zona posterior del dorso de la lengua contra el velo del paladar. La tensión es débil, el timbre no tan abierto.
La 'ų abierta' aparece en los siguientes casos:
1. En contacto con /r̄/. Ejemplo: turrón [tųr̄ǫ´n].
2. Delante del sonido /x/, correspondiente a j o g. Ejemplo: lujo [lų´xo].
3. En sílaba trabada. Ejemplo: turco [tų´rko].

### La 'u relajada'
En pronunciación rápida y posición débil, entre un acento principal y otro secundario, se realiza una u breve y relajada. Los labios no se redondean como en los sonidos [u] y [ų],  ni la lengua se recoge hacia atrás de manera decidida y precisa como en dichos sonidos.
El timbre de esta /u/ tiende principalmente hacia la [ų] abierta; pero varía dependiendo de la rapidez, el descuido y el tono. La pronunciación lenta y cuidada convierte la /u/ en [u] o en [ų].
- Ejemplo: brújula [brų´xula]; capítulo [kapítulo].

### La 'u semivocal'
La articulación de dicha vocal consiste en el breve desplazamiento que llevan a cabo los órganos para pasar desde la posición de una vocal anterior a la de una [u], la cual, antes de desarrollarse bajo una forma determinada es interrumpida por la articulación o pausa que le sigue. Los órganos forman una doble estrechez, linguovelar y bilabial, que tendiendo a lo fricativo, mantiene el timbre vocálico de [u] cerrada.
La [ṷ] semivocal aparece en los diptongos au, eu, ou, ya sea dentro de la palabra o entre el enlace de palabras distintas.
- Ejemplo: cauce [kạ´ṷθe]; lo humilló [loṷmil̮ó].

### La 'u semiconsonante'
A la inversa de lo que sucede con la [ṷ] semivocal, la articulación de la [w] semiconsonante consiste en la actividad que realizan los órganos al pasar de un modo rápido desde una postura labiovelar cerrada hasta la posición de cualquier otra vocal. La articulación de la [ṷ] comienza más abierta de lo que acaba, sin embargo, la de la [w] se inicia casi tan cerrada como una consonante fricativa y se abre paulatinamente hasta ser interrumpida por la vocal que le sucede.
La [w] en la pronunciación dialectal, situada en una sílaba acentuada y precedida de las consonantes oclusivas /p, t, k/, suele perder su sonoridad de una forma parcial o total.
- Ejemplo: puerto, muerta, cuartada, etc.

Cuando la [w] aparece entre vocales o en posición inicial absoluta, su punto de articulación ocupa el carácter de consonante. Los labios se acercan más entre sí y la lengua se arrima más al velo del paladar, llegando en la conversación familiar a tener lugar delante de dicha [w] una auténtica consonante, la cual según predomine la constricción de los órganos, se muestra como una [ǥ] labializada o menos frecuentemente como un [ƀ] velarizada.
- Ejemplo: ahuecar [awekár].

La conjunción u delante de palabras que empiezan por /o/ se pronuncia como una [w] algo más abierta.
- Ejemplo: tres u ocho [trés wóĉo].